# Castillo de Montemayor
El castillo de Montemayor es una fortaleza medieval ubicada en el municipio de Montemayor, en la provincia de Córdoba, Andalucía, España. Actualmente es de propiedad privada y se encuentra cerrado al público.

## Historia
Martín Alfonso Fernández de Córdoba, adelantado mayor de la Frontera, solicitó permiso al monarca Alfonso XI de Castilla para repoblar la villa, obteniéndolo en el año 1340. En ese momento comenzaron las obras de la fortaleza actual, reutilizando materiales del antiguo castillo de Dos Hermanas, ubicado a unos seis kilómetros. La fortaleza se convirtió con el paso del tiempo en residencia señorial.
A partir del siglo XVIII el Condado de Montemayor se entroncó con el Ducado de Frías. El último duque que habitó la fortaleza, José Fernández de Velasco y Sforza, trasladó a la misma uno de los mejores archivos históricos de España que, tras su fallecimiento en 1986, fue cedido al Archivo Histórico Nacional. También el rey Juan Carlos I visitó la residencia en varias ocasiones, ya que este duque fue su tutor mientras que era príncipe de Asturias durante la dictadura de Franco.
A pesar de que fue declarado Bien de Interés Cultural en 1985, la Junta de Andalucía le proporcionó una dispensa para evitar su apertura al público en 2010 y de nuevo en 2017 a su actual propietaria y sobrina del último duque, María Concepción de Silva y Azlor de Aragón. El alcalde del municipio denunció ante la justicia esta dispensa en 2019.

## Descripción
Las tres torres que rodean el patio de armas son la torre del Homenaje, la torre Mocha, carente de almenas, y la torre de las Palomas.